# Aldama mesoamericana
Aldama mesoamericana là một loài thực vật có hoa trong họ Cúc. Loài này được N.A.Harriman mô tả khoa học đầu tiên năm 1989.